# Joey (Film)
Joey ist der zweite abendfüllende Spielfilm des Regisseurs Roland Emmerich. Er erschien am 21. November 1985 in den deutschen Kinos.

## Handlung
Der neunjährige Joey hat seinen Vater verloren. Er trauert sehr und wird zudem von seinen Mitschülern auf makabre Weise verspottet. Nur das Mädchen Sally hält zu ihm. Als Joey alleine in seinem Zimmer ist, klingelt sein Spielzeugtelefon. Zunächst schreckt er zurück, telefoniert aber in der Folgezeit regelmäßig über dieses mit seinem verstorbenen Vater. Durch telekinetische Fähigkeiten bewegen sich außerdem Spielzeuge im Raum. Auch Joey selbst kann bald telekinetische Kräfte anwenden und tut dies auch vor seiner Mutter. Auch Sally erfährt davon und zeigt keine Angst. 
Nachdem Joey in einem benachbarten, verlassenen Haus eine Bauchrednerpuppe gefunden hat, stellt sich bald heraus, dass die Puppe von einer bösen Macht beherrscht wird. Diese steht offenbar auch in Zusammenhang mit dem Tod des ehemaligen Besitzers der Puppe, des Varieté-Künstlers Fletcher. Die Puppe versucht, Joey von der Kontaktaufnahme mit seinem Vater abzuhalten. Anscheinend ist es auch die Puppe, die einen fehlschlagenden Messerangriff auf Joeys Mutter unternimmt. Die Mutter entdeckt später das Messer in der Wand und misstraut von da an den übernatürlichen Kräften ihres Sohnes noch mehr. 
Eine Gruppe von Parapsychologen mit umfangreicher technischer Ausrüstung kommt ins Haus und beginnt, Joey zu untersuchen. Joey flieht in den Keller des Hauses, in dem er die Bauchrednerpuppe gefunden hat. Bei ihm ist Sally, und auch eine Gruppe von Jungen, die es sich zur Gewohnheit gemacht haben, Joey zu piesacken, folgt ihnen. Unter dem Einfluss übernatürlicher Kräfte verwandelt sich die Umgebung in dem Keller, Kinderängste nehmen Gestalt an. Joey gelangt schließlich alleine in einen Bereich, in dem er sich dem bösen Geist der Puppe gegenübersieht. Dort befindet sich auch eine Tür, von deren Durchschreiten die Puppe ihn abzuhalten versucht, doch Joey öffnet sie. Es scheint, als befinde sich dahinter ein Ort, an dem Joey mit seinem geliebten Vater zusammen sein könne. 
Die anderen Kinder haben das Haus bereits verlassen, als die Puppe durch Joeys Entscheidung vernichtet wird, und das Haus zusammenfällt. Die Wissenschaftler können Joeys leblosen Körper bergen, doch ihre Wiederbelebungsversuche schlagen fehl. Tränenreich verabschieden sich Mutter, Wissenschaftler und Kinder von Joey. Gerade verlassen die Kinder Joeys Zimmer, in dem er liegt, als seine Spielsachen, die zuvor im Haus und der Umgebung herumgeflogen sind, in den Raum zurückkehren. Die Kinder schreiben das Ereignis Joey zu, und Sally geht in sein Zimmer zurück. Der Film endet jedoch, ohne eine Aussage über eine mögliche Rückkehr des Jungen aus dem Tod zu treffen.
Es ist darauf hinzuweisen, dass sich die Handlung der amerikanischen Fassung von der oben zusammengefassten Handlung der deutschen Fassung deutlich unterscheidet. Beide Fassungen sind auf der Kauf-DVD enthalten. Siehe dazu auch den unten verlinkten Vergleich der Schnittfassungen.

## Produktion
Das erklärte Ziel von Roland Emmerich war, mit Joey einen unterhaltsamen Film für ein breites Publikum zu produzieren, da in Deutschland die Massenunterhaltung zugunsten eher künstlerischer Filme vernachlässigt werde. Er brachte etwa vier Millionen Mark für die Produktion auf. Unter anderem in einer Fabrikhalle in Sindelfingen baute er sein Studio auf, und mit seinem Unternehmen Centropolis machte er auch die Spezialeffekte. Die Kulissen für die amerikanische Kleinstadt wurden in einem Steinbruch in Döffingen aufgebaut. Zusätzliche Außenaufnahmen wurden in Newport News gedreht. Da Emmerich in Englisch drehen wollte, suchte er seine Darsteller unter den Familienangehörigen amerikanischer Soldaten, die in der Nähe stationiert waren, ergänzt durch deutsche Schauspieler. Der Drehstart war im Sommer 1984.

## Kritiken
„Was bei Spielberg trotz aller Tendenz zum Spektakel stets mit Verzauberung, naivem Staunen, Anteilnahme und Rührung, also mit Merkmalen des guten Unterhaltungskinos zu tun hat, ist bei Emmerich zu einem seelenlosen Nachäffen bombastisch aufgeblähter Erfolgsmuster geworden; was er in E.T., Poltergeist und in den Krieg-der-Sterne-Filmen gesehen hat, waren nur die Tricks, nicht jedoch die Geschichten, in die sie eingebettet waren. Diese Tricks kopiert der ‚Zauberlehrling‘ Emmerich im Stil einer ununterbrochenen Geisterbahnfahrt, ohne Maß, Rhythmus und Gespür für die menschlichen Dimensionen zu besitzen. Die Handlung ist dabei nebensächlich, grob gestrickt und psychologisch völlig unstimmig.“

„Joey zeigt viel und erklärt wenig. Das ist für einen Effektfilm nicht schlecht. Doch wenn er erklärt, erklärt er alles völlig falsch. Das ist tödlich.“

## Auszeichnungen
- Die Deutsche Film- und Medienbewertung (FBW) verlieh dem Film das Prädikat „wertvoll.“[4]